# Ben Seresin
Benjamin Paul Seresin, meglio noto come Ben Seresin (Nuova Zelanda, 3 novembre 1962) è un direttore della fotografia neozelandese.

## Biografia
Nacque da padre russo e madre neozelandese: all'età di 18 anni entra nell'industria cinematografica trasferendosi in Australia, dove lavora nella società di produzione del padre e, nel 1992, nel Regno Unito, dopo aver lavorato come assistente alla fotografia per quattro anni. È noto per aver lavorato alle pellicole, World War Z di Marc Forster, Transformers - La vendetta del caduto di Michael Bay, e Unstoppable - Fuori controllo, l'ultimo film di Tony Scott. Ha inoltre curato la fotografia di Godzilla vs. Kong e Godzilla e Kong - Il nuovo impero.
È inoltre autore della fotografia di numerosi spot pubblicitari per Hyundai, Philips, H&M, Nike, Chevrolet e altri.
Dal 2010 è membro sia della British Society of Cinematographers, che dell'American Society of Cinematographers.

## Filmografia

### Cinema
- The James Gang, regia di Mike Barker (1997)
- Best Laid Plans, regia di Mike Barker (1999)
- Circus, regia di Rob Walker (2000)
- Le seduttrici (A Good Woman), regia di Mike Barker (2004)
- Gone - Passaggio per l'inferno (Gone), regia di Ringan Ledwidge (2006)
- Transformers - La vendetta del caduto (Transformers: Revenge of the Fallen), regia di Michael Bay (2009)
- Unstoppable - Fuori controllo (Unstoppable), regia di Tony Scott (2010)
- Broken City, regia di Allen Hughes (2013)
- Pain & Gain - Muscoli e denaro (Pain & Gain), regia di Michael Bay (2013)
- World War Z, regia di Marc Forster (2013)
- Hearts & Arrows, regia di Benjamin Millepied - cortometraggio (2015)
- H&M's I, Beckham, regia di Fredrik Bond - cortometraggio (2015)
- La mummia (The Mummy), regia di Alex Kurtzman (2017)
- And We Go Green, regia di Fisher Stevens e Malcolm Venville - documentario (2019)
- Chaos Walking, regia di Doug Liman (2021)
- Godzilla vs. Kong, regia di Adam Wingard (2021)
- The Mother, regia di Niki Caro (2023)
- Godzilla e Kong - Il nuovo impero (Godzilla x Kong: The New Empire), regia di Adam Wingard (2024)
- Sicker than the Patients,	regia di Henry Hobson - cortometraggio (2024)

### Televisione
- Keeper, regia di Mike Cuff - cortometraggio (1994)
- Go Back Out, regia di Mike Barker - film TV (1995)
- Dalziel and Pascoe – serie TV, episodi 1x2 (1996)
- The Grimleys, regia di Declan Lowney - film TV (1997)
- Keen Eddie – serie TV, episodi 1x1 (2003)
- Free Agents, regia di Richard Laxton - film TV (2009)
- La scomparsa di Maddie McCann (The Disappearance of Madeleine McCann) - serie TV, 8 episodi (2019)
- Branson - serie TV, 4 episodi (2022)

## Riconoscimenti
- Satellite Award
  - 2010 - Candidato al Satellite Award per la migliore fotografia per il film Unstoppable - Fuori controllo